# 山岳アルメニア共和国

山岳アルメニア共和国
（アルメニア共和国）
Լեռնահայաստանի Հանրապետութիւն (アルメニア語)
(Հայաստանի Հանրապետություն (アルメニア語))

山岳アルメニア共和国の位置（緑）

山岳アルメニア共和国（さんがくアルメニアきょうわこく、アルメニア語: Լեռնահայաստանի Հանրապետութիւն、またはシュニク共和国（アルメニア語: Սյունիքի Հանրապետություն））は、1921年に南コーカサスに存在した短命の国家である。

## 前史

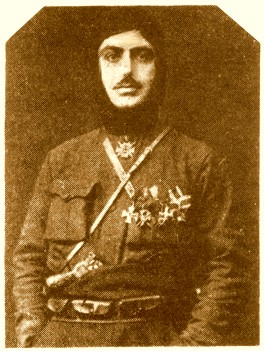
ガレギン・ヌジュデ（1919年）

1920年9月24日、アルメニア第一共和国とムスタファ・ケマル率いるトルコ大国民議会（アンカラ政府）の間でトルコ・アルメニア戦争が開始された。アルメニア軍はオルトゥ、サリカミシュ、カルス、アレクサンドロポリなどでトルコ軍と交戦し惨敗。11月18日に戦争は休戦し、12月2日に結ばれたアレクサンドロポリ条約によって両政府は和解した。
11月29日、赤軍第11軍はアルメニアに侵攻を開始。12月2日にエレバンでロシア社会主義連邦ソビエト共和国全権のボリス・レグラン (ru) の最後通牒を受け入れ、アルメニアは共産主義勢力に権力を委譲した。アルメニアはソビエト連邦構成共和国となることに同意したが、見返りとしてロシアはトルコからアルメニアの領土を守ることを約束した。また、ロシアは非共産主義者の迫害のためでなくアルメニア人の防衛のために軍を再編すると誓ったが、ダシナク党が国外追放された時点でこの約束は反故にされた。
さらに、ロシアはアルメニアの山岳アルツァフとシュニクをアゼルバイジャン・ソビエト社会主義共和国へ割譲することを提案した。これを強く拒否したダシナク党のガレギン・ヌジュデは、12月にシュニクの自治を宣言した。1921年1月に党員仲間のドラスタマット・カナヤンはヌジュデに電報を送り、アルメニアの領土問題を解決するためにソ連と手を結ぶことを提案した。しかし先見の明があったヌジュデはシュニクを離れず、赤軍との戦いを続けた。

## 独立
ダシナク党はエレバンで反ボリシェヴィキ反乱を主導し、2月18日に権力を奪取した。エレバンは以降42日間ダシナク党の指揮下にあったが、4月には数で勝る赤軍に敗北し、反乱の指導者たちはシュニクへ逃れた。
4月26日、タテヴで開かれた第2回汎ザンゲズル会議において、ダララキャズ、ザンゲズル、山岳アルツァフの自治地域が山岳アルメニア共和国として独立することが宣言された。そして6月1日に国名はアルメニア共和国 (Հայաստանի Հանրապետություն) に改称された。この非公認国家の首都はゴリスに置かれ、ヌジュデは首相と国防相に選出された。その後は7月にシモン・ブラツヤン (hy) が首相となり、ヌジュデは知事兼軍総司令官となった。
ヌジュデはザンゲズルをアゼルバイジャン人から取り戻すことに注力し、一方の赤軍は4月から7月にかけて大規模な軍事作戦を展開し北と東からシュニクを攻撃した。その後、ソ連が山岳アルメニアをアルメニア・ソビエト社会主義共和国の一部として残すことを約束したため、数か月にわたる熾烈な戦いの末に山岳アルメニアは降伏した。
敗戦後、ヌジュデや彼の兵士たち、アルメニア第一共和国の指導者など多くの著名なアルメニア知識人は、イランのタブリーズへ逃れた。